# Cormot-le-Grand
 Cormot-le-Grand  là một xã ở tỉnh Côte-d’Or trong vùng Bourgogne-Franche-Comté, phía đông nước Pháp. Khu vực này có độ cao từ 337-545 mét trên mực nước biển.